# Betolaza

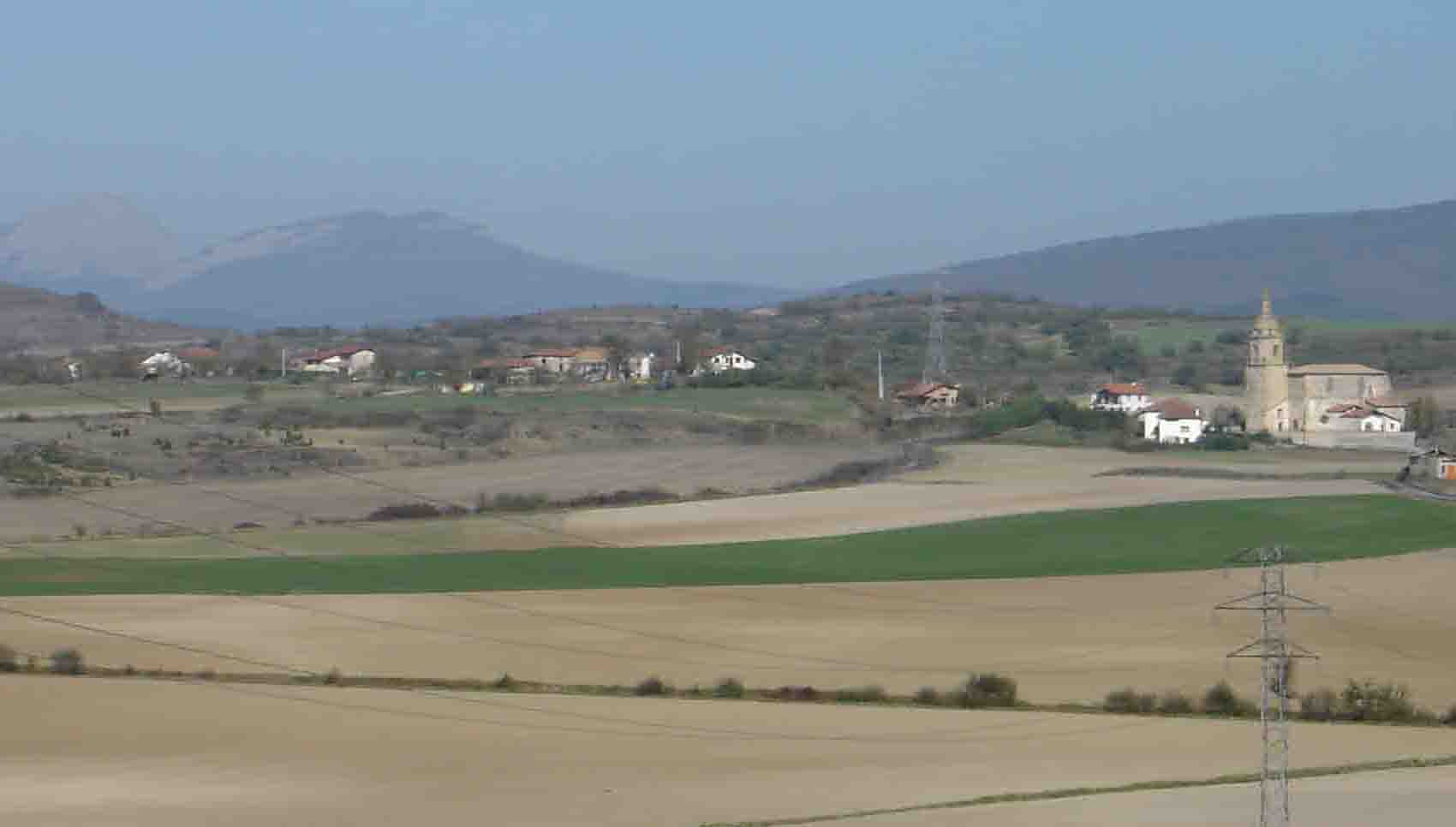
Panorama de Betolaza

Betolaza en espagnol ou Betolatza en basque, est une commune ou contrée de la municipalité d'Arratzua-Ubarrundia dans la province d'Alava dans la Communauté autonome basque.